# Солнцево (Чаплыгинский район)
Солнцево — село Чаплыгинского района Липецкой области.

## История
Ярославка, Солнцево тож, расположенная при р. Становой Рясе, первоначально в качестве деревни, принадлежала к селу Нижнему Екимцу, а потом в 1802 г., по просьбе помещика, отчислена к приходу с. Зимарово.
— Добролюбов И. В. Историко-статистическое описание церквей и монастырей Рязанской епархии… Т. 3. — Рязань : тип. В. П. Звукова, 1888. — С. 176

Сады, перерезаемые густыми аллеями вековых лип, занимают вместе с усадьбой и прудом 100 десятин. Один из четырёх садов до сих пор называется «Французским» и, по преданию, насажен пленным садовником-французом в 1813 году, в нём сохранилась так называемая «зала», образуемая рядами старых лип и дубов и предназначавшаяся для балов под открытым небом; кругом залы ряды деревьев обрамляют коридоры и пространства для оркестра и буфета. Дом в Солнцево неоднократно подновлялся и переделывался; в последнее время ему возвращён вид, соответствующий характеру усадьбы. Внутри дома немало уютной старины. Церковь Солнцево начата постройкой 15 ноября 1812 года. Она очень красиво поставлена на берегу пруда, образуемого речкой Становая Ряса.
— «Столица и усадьба». — 1910

В 1848 же году в Ярославке, помещ. Михаилом Ивановичем Давыдовским построена каменная Христорождественская церковь с приделами в честь пр. Пелагии и мч. Дарии. Одновременно с церковью построена была и колокольня. В 1875 г. церковь украшена стенным писанием, в 1876 г. в настоящей церкви устроен новый иконостас, а бывшие в прежнем иконостасе местные иконы возобновлены, в 1881 г. наружные стены церкви и колокольни, посредством штукатурки, приведены в приличный вид; находящаяся вокруг церкви каменная ограда с каменною же усыпальницей устроена в 1882 г.
— Добролюбов И. В. Историко-статистическое описание церквей и монастырей Рязанской епархии… Т. 3. — Рязань : тип. В. П. Звукова, 1888. — С. 176

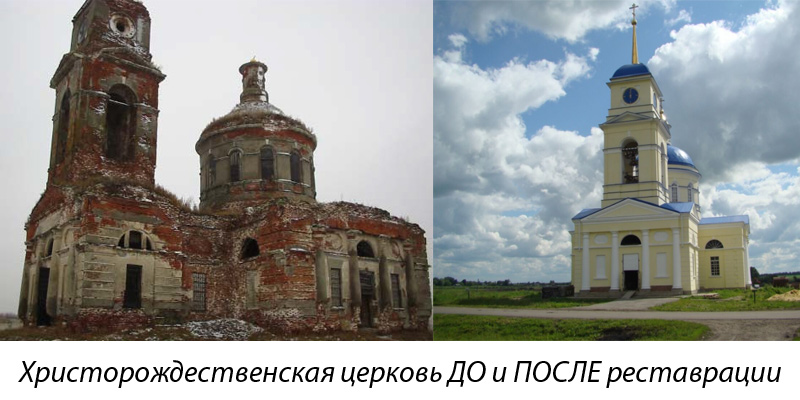
Церковь до и после реставрации.

Внук известного заводчика Прокофия Акинфьевича Демидова, Павел Григорьевич Щепочкин, скупил в Черноземье большие участки земли, создав обширное владение в Тамбовской, Калужской, Смоленской и Рязанской губерниях. Недалеко от Солнцева находилось имение Никольское, которое было дано в приданое его дочери Марии Павловне, вышедшей замуж за А. А. Бистрома. Солнцево же стало в середине XIX века владением их дочери Любови Антоновны (1839—1911), которая стала женой Дмитрия Васильевича Иванова (1811—1885). Здесь родился и в течение девяти лет воспитывался их сын Д. Д. Иванов.
Мать Дмитрия увлекалась живописью, поэтому в усадьбе было множество картин. В парке и садах — много цветов, в особенности — роз; имелся фонтан, белоснежная беседка-ротонда, площадка для танцев и балюстрада для оркестра, стены которых состояли из зеленых насаждений.
В декабре 1917 года «крестьяне села Солнцево <…> разгромили образцовое имение бывшего председателя Московского окружного суда Иванова…».
В селе сохранился усадебный дом, в котором в настоящее время размещается солнцевская средняя школа.

## Население
| 1859 | 1897  | 1906  | 2010 |
| ---- | ----- | ----- | ---- |
| 940  | ↗1015 | ↗1270 | ↘139 |